# Elizabeth Cabot Agassiz
Elizabeth Cabot Cary Agassiz, nota anche con lo pseudonimo di Actaea (Boston, 5 dicembre 1822 – Arlington, 27 giugno 1907), è stata un'educatrice e scrittrice statunitense.
Ricercatrice di storia naturale, fu autrice e illustratrice di testi di storia naturale nonché coautrice di testi con suo marito Louis Agassiz e con il suo figliastro Alexander Agassiz.

## Primi anni e formazione
Elizabeth Cabot Cary nacque nel 1822 in una famiglia di Boston proveniente dal New England. A causa della sua fragile salute, fu istruita a casa sua, dove si dedicò all'apprendimento delle lingue, del disegno, della musica e della lettura.

## Carriera

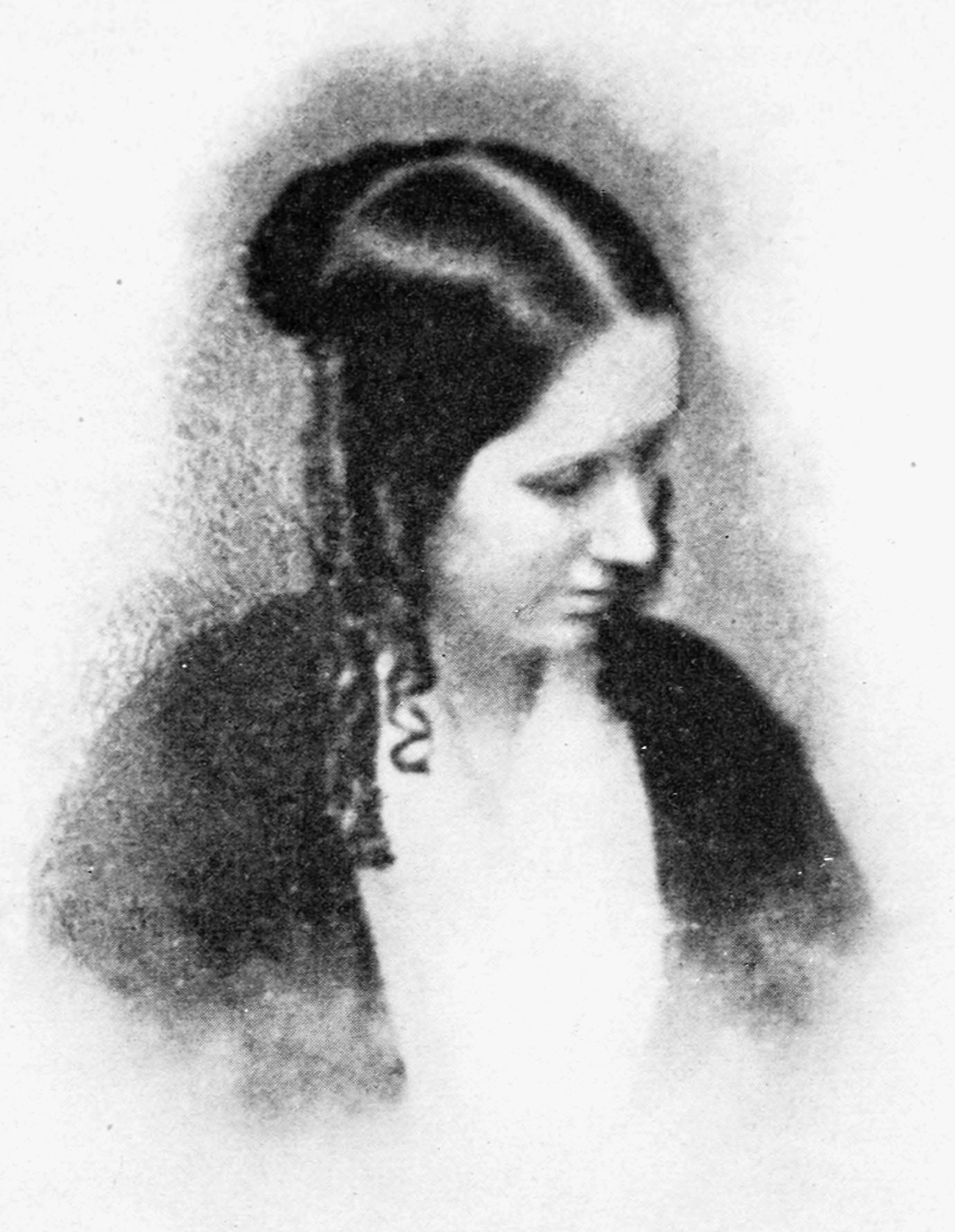
Ritratto di Agassiz, 1852

Si trasferì con il marito e la famiglia a Charleston, nella Carolina del Sud per insegnare alla facoltà di medicina durante gli inverni del 1851-1852 e del 1852-1853. Nel 1859 visitò l'Europa e iniziò a lavorare a stretto contatto con suo marito nella sua ricerca scientifica, in particolare accompagnandolo come principale scrittrice e detentrice di registri nella spedizione Thayer in Brasile dall'aprile 1865 all'agosto 1866 e nella spedizione Hassler attraverso lo stretto di Magellano dal dicembre 1871 all'agosto 1872.
Nel 1856, nella loro casa di Cambridge, Agassiz fondò una scuola per ragazze di Boston. Dopo la sua chiusura nel 1863 aiutò suo marito ad organizzare la spedizione Thayer. Nel 1867 iniziò una corrispondenza con il geologo Arnold Guyot. Dopo la morte di suo marito nel 1873 pubblicò diversi libri di storia naturale per i quali aveva condotto ricerche per molti anni.
Contribuì alla fondazione dell'Anderson School of Natural History. Nel 1869 divenne una delle prime donne a far parte dell'American Philosophical Society, con Mary Fairfax Somerville e Maria Mitchell.

### Società per l'istruzione collegiale privata per le donne
Nel 1879 fu una delle sette direttrici femminili della Society for the Private Collegiate Instruction for Women (Harvard Annex), che offriva alle donne qualificate che intendevano perseguire un progresso nella loro istruzione a Cambridge l'opportunità di avere lezioni private da professori dell'Harvard College. Agassiz fu essenziale per garantire l'annessione dell'istruzione femminile all'Università di Harvard per mezzo del Radcliffe College.
Agassiz divenne membro del Ladies Visiting Committee for the Kindergarten for the Blind, sotto la Perkins Institution for the Blind. Lavorò come tesoriere per il ramo del comitato di Cambridge fino all'inizio di una malattia che la colpì nel 1904.

### Ricerche e opere pubblicate
Le sue pubblicazioni includono A First Lesson in Natural History (1859) e Seaside Studies in Natural History (1865), in cui fu assistita dal figliastro Alexander Emanuel Agassiz. Elizabeth Agassiz originariamente pubblicò A First Lesson con lo pseudonimo di Actaea. Inoltre fu coautrice di A Journey in Brazil (1868) e curò e pubblicò Louis Agassiz: His Life and Correspondence nel 1885. Una biografia di Elizabeth Cabot Agassiz fu successivamente scritta da sua sorella Emma F. Cary e Lucy Allen Paton, pubblicata nella primavera del 1917 con l'assistenza del Council of Radcliffe College.

## Vita privata
Nel 1846 incontrò lo scienziato Louis Agassiz, all'epoca già sposato. Dopo la morte di sua moglie avvenuta nel 1848, la coppia si sposò nel 1850 a Boston. Agassiz instaurò forti relazioni con i suoi figliastri Alexander, Ida e Pauline. Non ebbe figli.
Dopo la morte di suo marito nel 1873, continuò a dedicare tempo al lavoro e alla famiglia. Continuò a divertirsi viaggiando e nel 1892 si avventurò con la famiglia sulla costa del Pacifico, in particolare in California, per tre mesi.
Morì nel 1907 ad Arlington, in Massachusetts, per un'emorragia cerebrale. È sepolta nel cimitero di Mount Auburn con suo marito.

## Opere selezionate
- A First Lesson in Natural History (1859)
- Seaside Studies in Natural History (1865)
- A Journey in Brazil (1868)
- Louis Agassiz: His Life and Correspondence, vol. I and vol. II (1885)